# وادي الرياض (شركة)
وادي الرياض للتقنية هو مركز استثمار معرفي، ومركز أبحاث عالمي يقع في حرم جامعة الملك سعود بمدينة الرياض وقد أسس في 20-11-1429 هـ تحت مسمى مشروع وادي الرياض للتقنية بعد قرار من مجلس الجامعة، وقت تحول في 14-4-1431 هـ الموافق 29-3-2010 إلى مؤسسة وادي الرياض للتقنية>

## الأهداف
- نقل التقنية وتوطينها وتطويرها بما يخدم الاقتصاد الوطني ويحقق التنمية المستدامة.
- تعزيز التعاون بين الجامعة ومراكز الأبحاث والتطوير في الشركات المحلية والعالمية.
- إيجاد بيئة محفزة وجاذبة للشركات الاستثمارية المحلية والعالمية المختصة في مجال البحث والتطوير.
- اكتشاف الموهوبين والمبتكرين والمبدعين من داخل المملكة وخارجها واستقطابهم ورعايتهم.
- تعزيز الحصيلة المعرفية والمهارية لطلاب وطالبات الجامعة وطالباتها بما يحقق المواءمة بين مخرجات التعليم ومتطلبات سوق العمل.
- إيجاد فرص وظيفية متميزة في مجالات صناعة المعرفة.
- تنمية الموارد الذاتية للجامعة بما يحقق استقرار المالي لها.

## المستفيدون
يعمل وادي الرياض للتقنية على بناء خبرات عالمية للأساتذة والباحثين والطلاب على نحو يمكنهم من أن يسهموا بفاعلية في البحث العلمي والتطوير التقني، ويسعى الوادي إلى بناء قدرات الأساتذة والباحثين والطلاب في الجامعة؛ لتتناسب مع حاجات الشركات الصناعية والبحثية، إضافة إلى تكوين ثقافة للصناعة المعرفية والاقتصاديات القائمة عليها بين أفراد مجتمع الجامعة، ويستهدف الوادي تعزيز المهارات والقدرات البحثية والتطويرية للأساتذة الباحثين والطلاب في الجامعة ليتمكنوا جميعاً من الوصول إلى العالمية والتميز والريادة العلمية.
ويسعى وادي الرياض للتقنية في مرحلته الأولى إلى تحقيق ثلاثة أهداف:
- أولاً: تدريب وتأهيل الطلاب للعمل مع القطاع الخاص بمعدل 5000 وظيفة تدريبية سنوية وذلك لتهيئة بيئة خصبة لشركات القطاع الخاص لتعمل ويستفيد منها الطلبة بمشاركتهم العمل والدخل. سيعمل الطلبة بأعمال حقيقية بمعدل بضع ساعات يوميا خلال دراستهم الأكاديمية.
- ثانياً: تشجيع المبادرات لإطلاق مشاريع تجارية للطلبة عبر حاضنة الرياض للتقنية والمشاركة مع القطاع الخاص، ولنتخيل الطلاب في إنتاجهم الفكر المعرفي وإطلاقهم لمشاريع تجارية على الإنترنت، وأيضاً لنتخيل الطلاب وهم يؤسسون خدمات تجارية متميزة تنافس محلياً وعالمياً، ولنتخيلهم يقيمون شراكات واتفاقات دولية مع شركات أجنبية يستثمرون من خلالها معرفتهم وإنتاجهم.

هذه المبادرات ستمر عبر أساليب جديدة لفكر الحاضنات مع إمكانية انتقال الفكرة إلى جدوى اقتصادية عبر تحولها للقطاع الخاص.
- ثالثاً: رفع درجة التكامل مع القطاع الخاص في تمويل المشروع والإدارة، لنضمن بذلك استمرارية الأداء بشكل تجاري وتقليل مساهمة الدعم الحكومي إذ تدرك شركات القطاع الخاص الأهمية الفائقة للعمل بالقرب من مراكز الأبحاث والتعليم الأكاديمي، لإيمانها أن الفرصة متاحة لتنمية جيل عملي من الشباب يساعد تلك الشركات على تحقيق أهدافها الإستراتيجية ويحقق لها ميزة تنافسية عالية.

## مجالات المنظمات في الوادي
تم تحديد ثلاث منظومات في صناعة تقنيات الأبحاث (Research Clusters) تعطي الوادي الفرصة المتميّزة للمنافسة والتميّز. وتسهم المنظومات الثلاث كنواة في إطلاق اقتصاد سعودي مبني على الصناعات المعرفيّة لتنمية نسبة الصّادرات المصنّعة ذات العائد الأعلى (نسبتها حالياً في المملكة حوالي 11% مقارنة 76% في ماليزيا و92% في كوريا الجنوبية). وتتضمن تلك المنظومات المجالات الآتية:
- التقنيات الكيماوية والمواد.
- التقنيات الحيوية والزراعيّة والبيئيّة.
- تقنيات المعلومات والاتصالات.

## مؤسسات الوادي
من المؤسسات والهيئات والمنظمات والشركات التي يحتضنها وادي الرياض للتقنية:
- معهد الملك عبد الله لتقنية النانو.

## وصلات خارجية
- موقع الوادي الرسمي